# Amazon Standard Identification Number
Un Amazon Standard Identification Number (o número d'identificació estàndard d'Amazon, ASIN en anglès) és un identificador exclusiu alfanumèric de 10 caràcters assignat per Amazon.com i els seus socis per a la identificació del producte dins de l'organització Amazon.